# Partula levistriata
Partula levistriata је пуж из реда Stylommatophora. 

## Угроженост
Ова врста је наведена као изумрла, што значи да нису познати живи примерци.

## Распрострањење
Пре изумирања, само Француска Полинезија.

## Станиште
Врста Partula levistriata је имала станиште на копну.